# Ваньшань (Гуйчжоу)
Ваньша́нь (кит. упр. 万山, пиньинь Wànshān) — район городского подчинения городского округа Тунжэнь провинции Гуйчжоу (КНР).

## История
В 1913 году в этих местах был создан уезд Шэнси (省溪县). В 1941 году он был расформирован, а его территория была разделена между уездами Тунжэнь и Юйпин.
В 1960-х годах в КНР стали создаваться особые районы, и самым первым из них стал созданный в 1966 году на стыке уездов Тунжэнь и Юйпин Особый район Ваньшань (万山特区), подчинённый напрямую властям Специального района Тунжэнь (铜仁专区). В сентябре 1968 года он был расформирован, но в августе 1970 года создан вновь.
В 1970 году Специальный район Тунжэнь был переименован в Округ Тунжэнь (铜仁地区).
Постановлением Госсовета КНР от 22 октября 2011 года округ Тунжэнь был преобразован в городской округ; Особый район Ваньшань был при этом преобразован в обычный район.

## Административное деление
Район делится на 2 уличных комитета, 1 посёлок и 6 национальных волостей.